# Dainik Jagran
Dainik Jagran (Hindi: दैनिक जागरण) es un periódico de la India. Es el más leído en idioma hindi y uno de los más leídos de la India y el mundo, con una circulación diaria estimada en 17 millones de ejemplares y 56 millones de lectores. Posee 37 ediciones regionales y su nombre significa en hindi "la alerta diaria".

## Historia y expansión
El periódico fue fundado en 1942 por Purachandra Gupta. Sus primeros ejemplares circularon en la ciudad de Jhansi (estado de Uttar Pradesh). Paulatinamente fue ampliando sus ediciones a otras ciudades como Kanpur (Uttar Pradesh) en 1947 y Rewa y Bhopal (Madhya Pradesh) en 1953 y 1956 respectivamente.
En una segunda etapa de crecimiento, el periódico lanzó nuevas ediciones regionales en Uttar Pradesh en las ciudades de Gorakhpur (1975), Varanasi, Prayagraj y Lucknow (1979). En la década de 1980 comenzaron a publicarse las ediciones de Meerut (1984), Agra (1986) y Bareilly (1989).

### Década de 1990-presente
En 1990, Dainik Jagran lanzó la edición local de Nueva Delhi. Entre 1997 y 2011, en una nueva fase de expansión, se lanzaron nuevas ediciones regionales en ciudades de 11 estados, incluyendo -además de Uttar Pradesh y Madhya Pradesh- los de Jharkhand, Uttarakhand, Punjab, Haryana, Bihar, Himachal Pradesh, West Bengal y Jammu-Kashmir. 